# Song Guoqing
Song Guoqing (chiń. 宋国清) – chiński dyplomata.
Były ambasador Chińskiej Republiki Ludowej w Republice Zimbabwe. Pełnił tę funkcję między lipcem 1988 a lipcem 1991 roku. Był także ambasadorem w Królestwie Hiszpanii między lutym 1994 a lutym 1998. Od czerwca 1994 również akredytowany w Księstwie Andory.